# تسفي إيكستاين
تسفي إيكستاين (بالعبرية: צבי אקשטיין‏) هو اقتصادي إسرائيلي، ولد في 9 أبريل 1949 في رمات غان في إسرائيل.